# Padunskaja
Padunskaja (ros. Падунская) – osiedle przy stacji w Rosji, w obwodzie kemerowskim, w rejonie promyszlennowskim. W 2010 liczyło 2149 mieszkańców.